# Subisotoma
Genre
Subisotoma est un genre de collemboles de la famille des Isotomidae.

## Liste des espèces
Selon Checklist of the Collembola of the World (version du 6 septembre 2019) :
- Subisotoma asiatica (Martynova, 1970)
- Subisotoma bisensillata Potapov, Babenko, Fjellberg & Greenslade, 2009
- Subisotoma cruda Potapov, Babenko, Fjellberg & Greenslade, 2009
- Subisotoma erratica Potapov, Babenko, Fjellberg & Greenslade, 2009
- Subisotoma guzeriplica Potapov, Babenko, Fjellberg & Greenslade, 2009
- Subisotoma homonomica Potapov, Babenko, Fjellberg & Greenslade, 2009
- Subisotoma multisensillata Potapov, Babenko, Fjellberg & Greenslade, 2009
- Subisotoma pomorskii Potapov, Babenko, Fjellberg & Greenslade, 2009
- Subisotoma posteriomollis Potapov, Babenko, Fjellberg & Greenslade, 2009
- Subisotoma pusilla (Schäffer, 1900)
- Subisotoma quadrisensillata Gao, Xiong & Potapov, 2009
- Subisotoma tenuis (Dunger, 1982)

## Publication originale
- Stach, 1947  : The Apterygotan fauna of Poland in relation to the world-fauna of this group of insects. Family : Isotomidae Acta Monographica Musei Historiae Naturalis, Kraków, p. 1-488.